# Icchak Rabin
Icchak Rabinⓘ, Jicchak Rabin (hebr. ‏יצחק רבין‎, ur. 1 marca 1922 w Jerozolimie, zm. 4 listopada 1995 w Tel Awiwie) – izraelski polityk i mąż stanu, dowódca wojskowy w stopniu generała porucznika (raw alluf), oficer dyplomowany Sił Obronnych Izraela. W latach 1964–1968 był szefem Sztabu Generalnego Sił Obronnych Izraela. Dwukrotnie premier Izraela – w latach 1974–1977 stał na czele siedemnastego, a w latach 1992–1995 dwudziestego piątego rządu Izraela.
W 1994 był laureatem pokojowej Nagrody Nobla, wspólnie z Jasirem Arafatem i Szimonem Peresem. Człowiek roku 1993 według magazynu Time wspólnie z Nelsonem Mandelą, Frederikiem de Klerkiem i Jasirem Arafatem. Został zamordowany w 1995 przez ultraprawicowego żydowskiego ekstremistę Jigala Amira, sprzeciwiającego się zawartemu z Palestyńczykami w 1993 porozumieniu z Oslo, otwierającemu drogę do powstania Autonomii Palestyńskiej. Był pierwszym szefem rządu, który był tzw. sabrą, czyli Żydem urodzonym w Palestynie, a także drugim, który zmarł w czasie pełnienia swojej funkcji (pierwszym był Lewi Eszkol, ale jego śmierć miała naturalny charakter).

## Wczesne lata

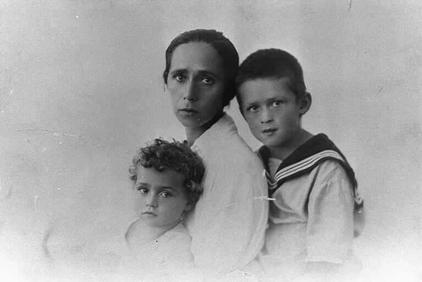
Icchak Rabin z matką i siostrą Rachelą, 1927

Urodził się w Jerozolimie, wówczas w brytyjskim terytorium mandatowym Palestyny. Jego rodzice byli żydowskimi emigrantami z Europy Wschodniej.
Ojciec, Nehemiasz Rubitzow urodził się w 1886 we wsi Sydorowycze koło Iwankowa na Ukrainie, wówczas w Imperium rosyjskim. Jego ojciec zmarł, gdy był jeszcze dzieckiem, i Nehemiasz musiał pracować na utrzymanie rodziny. W wieku 18 lat wyemigrował do Stanów Zjednoczonych, gdzie przyłączył się do syjonistycznej partii lewicowej Poalej Syjon i zmienił swoje nazwisko na Rabin. Podczas I wojny światowej w 1917 wraz z grupą ochotników wstąpił do Legionu Żydowskiego. Po wojnie pozostał w brytyjskim Mandacie Palestyny.
Matka, Rosa Kohen urodziła się w 1890 w Mohylewie na Białorusi, wówczas w Imperium rosyjskim. Jej ojciec był rabinem, który sprzeciwiał się działalności ruchu syjonistycznego i wysłał córkę do chrześcijańskiej szkoły dla dziewcząt w Homlu. W 1919 Rosa wyemigrowała do Mandatu Palestyny i zamieszkała w kibucu nad jeziorem Tyberiadzkim. Potem przeprowadziła się do Jerozolimy, gdzie poznała Nehemiasza Rabina. W 1921 wzięli ślub. Icchak otrzymał imię na cześć dziadka, rabina Icchaka Kohena.
Po urodzeniu się Icchaka Rabina, jego rodzice przeprowadzili się do Hajfy, gdzie w 1925 urodziła się jego siostra Rachela. Ich ojciec pracował w firmie elektrycznej i ze względów zawodowych przenieśli się do Tel Awiwu. Zamieszkali w osiedlu mieszkaniowym Szabbazi. Ich matka podjęła tutaj pracę i została wybrana do Rady Miejskiej Tel Awiwu. Jesienią 1934 z jej inicjatywy otworzono szkołę żydowską w kibucu Giwat ha-Szelosza. Naukę w niej rozpoczął młody Icchak. W 1937 rozpoczął naukę w szkole rolniczej we wsi młodzieżowej Kadoorie. W pierwszym roku nauki zmarła matka Icchaka (chorowała na raka). Latem 1938 nastąpiło tymczasowe zamknięcie szkoły z powodu dużych wystąpień arabskich. Icchak, nie chcąc wracać do ojca, udał się do kibucu Ginnosar, gdzie przebywał ze starszym kolegą ze szkoły Jigalem Allonem. Nauczył się tutaj obsługi broni i nawiązał pierwszy kontakt z żydowską organizacją paramilitarną Hagana. Po powrocie do szkoły, kontynuował naukę i ukończył ją z wyróżnieniem latem 1940. W nagrodę za wyniki w nauce otrzymał stypendium na University of California w Stanach Zjednoczonych. Miał nadzieję zostać inżynierem systemów nawadniających. Jednak II wojna światowa pokrzyżowała te plany. Pod wpływem swojego przyjaciela, Mosze Netzera, przeprowadził się do kibucu Ramat Jochanan, gdzie pomagał w nauczaniu młodzieży.

## Kariera wojskowa

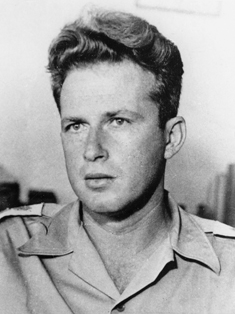
Icchak Rabin, 1948

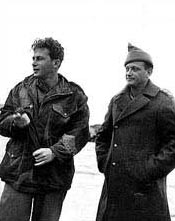
Icchak Rabin (z lewej) i Jigal Allon, 1949

Podczas praktyki w kibucu Ramat Jochanan, wstąpił w 1941 do żydowskiej organizacji paramilitarnej Hagana. Jego zdolności wojskowe zostały dostrzeżone przez Jigala Allona, który zachęcił go do wstąpienia do kompanii szturmowych Palmach. W czerwcu i lipcu 1941 wziął udział w alianckiej operacji Exporter wymierzonej przeciwko francuskim rządom Vichy w Mandacie Syrii i Libanu. Uczestniczył w akcji, w której Mosze Dajan stracił oko. W 1943 Rabin przeszedł kurs dla oficerów i w 1945 został zastępcą dowódcy 1 Batalionu Palmach.
Po zakończeniu II wojny światowej stosunki brytyjsko-żydowskie w Palestynie były niezwykle skomplikowane. Źródłem licznych napięć było blokowanie przez brytyjskie władze napływu żydowskich imigrantów z Europy do Ziemi Izraela. Złapanych nielegalnych imigrantów umieszczano w obozie Atlit. Icchak Rabin otrzymał wówczas rozkaz przygotowania planu uwolnienia więźniów z obozu. W dniu 10 października 1945 członkowie kompanii szturmowych Palmach przeprowadzili atak na obóz i uwolnili 208 żydowskich więźniów. 29 czerwca 1946 Rabin został aresztowany i przetrzymywany w brytyjskim więzieniu przez pięć miesięcy. Po uwolnieniu Icchak zamierzał powrócić do swojego pierwotnego planu rozpoczęcia studiów inżynierskich, jednak Jigal Allon przekonał go do pozostania w wojsku. Pod koniec 1946 objął dowództwo 2 Batalionu Palmach. W owym czasie siły Palmach liczyły jedynie cztery bataliony, i 2 Batalion odpowiadał za obszar równiny Szaron i drogę z Tel Awiwu do Jerozolimy. W październiku 1947 został mianowany oficerem operacyjnym Palmach. Gdy pod koniec listopada 1947 wybuchła wojna domowa w Palestynie, Icchak Rabin podczas jazdy motocyklem został raniony w nogę. Pomimo wyzdrowienia, pozostał mu lekki bezwład w zranionej nodze. Pomimo to, objął w kwietniu 1948 dowództwo nad Brygadą Harel. Podczas I wojny izraelsko-arabskiej Icchak Rabin dowodził brygadą w ciężkich walkach bitwy o Jerozolimę. W trakcie bitwy o Ramat Rachel rozkazał podjęcie szturmu w celu odzyskania utraconego kibucu Ramat Rachel. Był zaangażowany w budowę i obronę Drogi Birmańskiej. W czerwcu 1948 uczestniczył w sporze o statek Altaleny pomiędzy dowództwem Sił Obronnych Izraela o organizacją paramilitarną Irgun. W lipcu był zastępcą dowódcy operacji Danny, podczas której zajęto dwa duże arabskie miasta Lidda i Ramla. Pod rozkazem wydalenia ich mieszkańców podpisał się Rabin. Później był szefem operacji na froncie południowym i jako zastępca Jigala Allona uczestniczył we wszystkich ważnych bitwach na pustyni Negew. Na początku 1949 był członkiem izraelskiej delegacji negocjującej porozumienia z Rodos. W sierpniu 1949 objął na dwa miesiące stanowisko szefa Południowego Dowództwa. Podczas wojny poznał swoją późniejszą żonę, Leę z domu Schlossberg. Mieli dwoje dzieci: Dalję (posłankę do Knesetu w latach 1999–2003) oraz Juwala.
Po wojnie nastąpiła restrukturyzacja Sił Obronnych Izraela, i wielu dowódców Palmach zostało zwolnionych z wojska. Pozycja Rabina również była zagrożona, jednak w listopadzie 1949 mianowano go szefem kursu dowódców batalionów. Na początku 1951 został mianowany szefem zarządzania operacyjnego w Sztabie Generalnym Sił Obronnych Izraela. W grudniu 1952 został wysłany do wojskowej szkoły sztabowej w Camberley w Wielkiej Brytanii. Rok później otrzymał awans na pułkownika. W latach 1956–1959 był szefem Północnego Dowództwa. Następnie powrócił do Sztabu Generalnego i w latach 1959–1961 był szefem zarządzania operacyjnego, a w latach 1961–1963 zastępcą szefa Sztabu Generalnego Sił Obronnych Izraela (w stopniu allufa).

### Szef Sztabu Generalnego
W dniu 25 grudnia 1963 otrzymał awans na generała porucznika (raw alluf) i został 7. szefem Sztabu Generalnego Sił Obronnych Izraela. Przez większość tego czasu, premier Lewi Eszkol pełnił równocześnie funkcję ministra obrony, dając Rabinowi dużą swobodę działania. Stworzył on nową metodę szkolenia wojskowego i nowy system dowodzenia. Stworzona w ten sposób nowa strategia wojskowa czekała na wypróbowanie w warunkach wojny.
W 1964 powstała Organizacja Wyzwolenia Palestyny, która rozpoczęła różnorodne działania terrorystyczne wymierzone przeciwko Izraelowi. Palestyńczycy otrzymywali przy tym szerokie wsparcie od sąsiednich państw arabskich. Siły Obronne Izraela przeprowadzały odwetowe operacje atakując bazy terrorystów na terytorium Libanu i Jordanii. W lipcu 1966 izraelska armia przeprowadziła dużą operację przeciwko syryjskim planom odwrócenia biegu źródeł rzeki Jordan. W dniu 13 listopada 1966 przeprowadzono operację Samoa zajmując kilka wiosek w okolicy Hebronu. Doszło wówczas do konfrontacji z jordańską armią. W dniu 7 kwietnia 1967 doszło do bitwy powietrznej nad Wzgórzami Golan, w której Izraelczycy zestrzelili sześć syryjskich samolotów myśliwskich MiG-21. Po bitwie izraelskie myśliwce przeleciały nad Damaszkiem. Kolejne incydenty doprowadziły do wojny sześciodniowej w 1967, w której Siły Obronne Izraela pokonały Egipt, Syrię i Jordanię. Izraelscy żołnierze zajęli Stare Miasto Jerozolimy, wraz z Zachodnim Murem i Wzgórzem Świątynnym. Generał Rabin był jednym z pierwszych, który odwiedził Stare Miasto. W uznaniu za odniesione zwycięstwo w wojnie sześciodniowej, Uniwersytet Hebrajski nadał mu honorowy stopień naukowy doktor honoris causa. Podczas tej uroczystości, w dniu 28 czerwca 1967 Icchak Rabin wygłosił słynne przemówienie na Górze Skopus. Wyraził w niej ducha izraelskiej armii i zyskał tym szerokie uznanie społeczne. 1 stycznia 1968 Rabin ustąpił ze stanowiska i odszedł z armii.

## Kariera polityczna
Po odejściu z armii, Rabin na swój własny wniosek, został w lutym 1968 mianowany na ambasadora Izraela w Stanach Zjednoczonych (do 1973). W ciągu tych pięciu lat promował „strategię współpracy” izraelsko-amerykańskiej, zapewniając duże dostawy amerykańskiego sprzętu wojskowego dla Sił Obronnych Izraela. Rabin był uznawany za osobę zbliżoną z Partią Republikańską i doradcą prezydenta ds. bezpieczeństwa narodowego Henry’ego Kissingera.
Po powrocie do Izraela wstąpił do Partii Pracy. Podczas wojny Jom Kipur w październiku 1973 nie pełnił żadnej funkcji. W wyborach parlamentarnych 1973 Rabin został wybrany do VIII Knesetu, w którym zaangażował się w prace parlamentarnej komisji spraw zagranicznych i obrony. Premier Golda Meir powołała Icchaka Rabina na urząd ministra pracy. Rząd jednak podał się do dymisji w wyniku ogłoszenia raportu Komisji Agranata, która badała tło wybuchu wojny Jom Kipur. Doszło wówczas do walki o przywództwo nad Partią Pracy. W wewnętrznych wyborach Icchak Rabin otrzymał 298 głosów, a Szimon Peres otrzymał 254 głosy. W wyniku tego zwycięstwa, Rabin został 2 czerwca 1974 przywódcą Partii Pracy, która była zwycięska partią w wyborach parlamentarnych. W rezultacie Rabin został jedynym kandydatem na urząd premiera.

### Pierwsza kadencja premiera

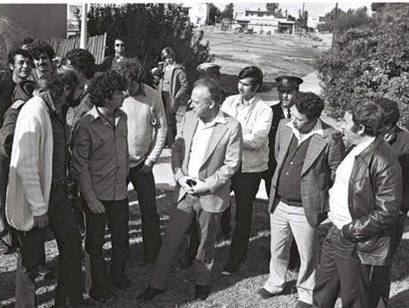
Icchak Rabin w kibucu Elot (1975)

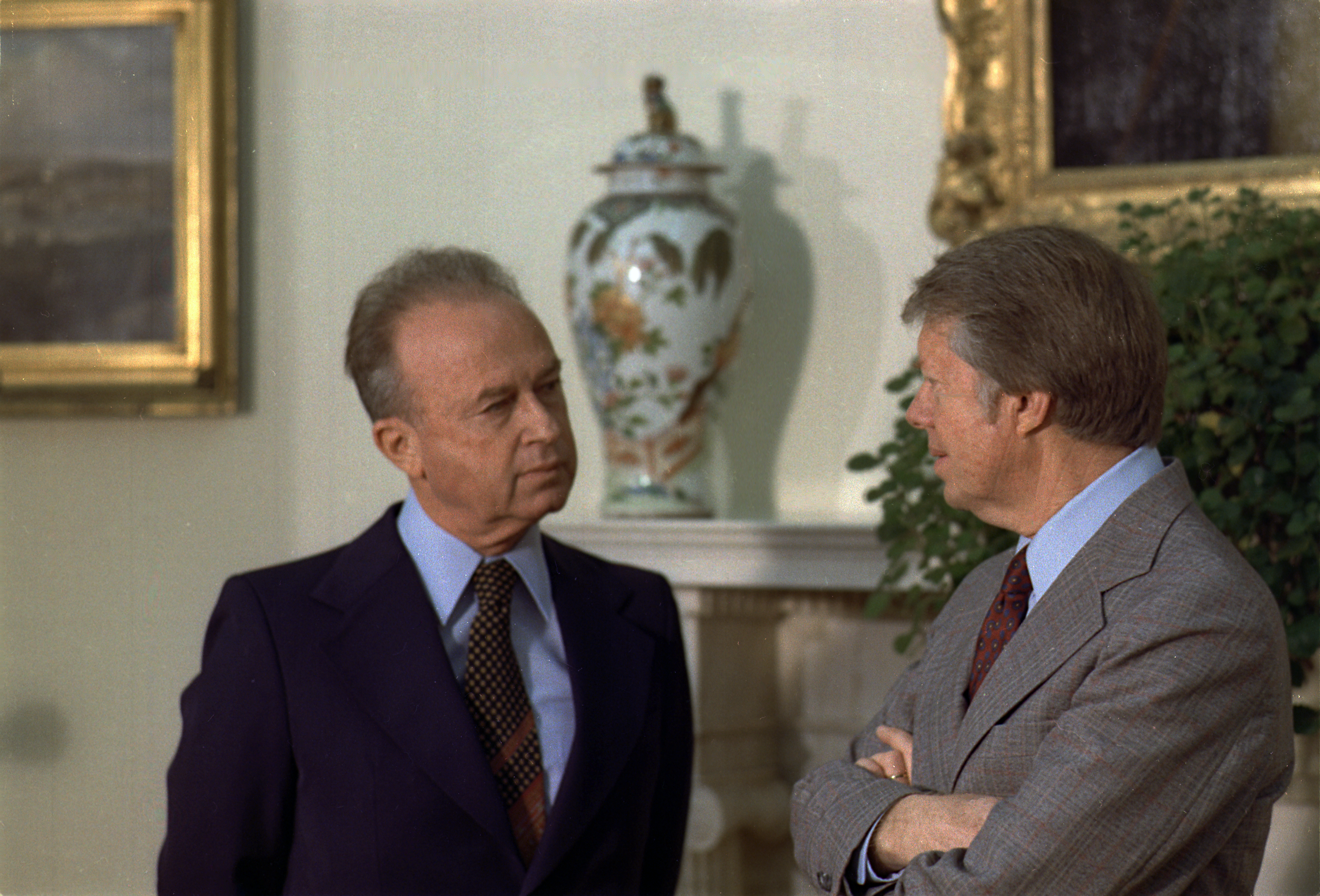
Icchak Rabin i Jimmy Carter (1977)

W dniu 3 czerwca 1974 Icchak Rabin został mianowany na 5. premiera Izraela. Był pierwszym premierem Izraela urodzonym w kraju. Pełniąc funkcję prezesa rady ministrów, równocześnie był ministrem komunikacji (do 20 marca 1975) i ministrem opieki społecznej (od 7 do 29 lipca 1975).
Na froncie działań politycznych, Icchak Rabin od samego początku swojej kadencji zaangażował się w proces pokojowy w konflikcie izraelsko-egipskim. Dzięki mediacji sekretarza stanu Stanów Zjednoczonych Henry'ego Kissingera, we wrześniu 1975 zostało podpisane dwustronne porozumienie. Zgodnie z umową, Izrael wycofał swoje wojska z półwyspu Synaj, tworząc strefę buforową kontrolowaną przez międzynarodowe siły pokojowe UNEF. W zamian Egipt złagodził bojkot ekonomiczny i zezwolił na swobodną żeglugę izraelskim statkom handlowym. Jako rekompensatę za opuszczenie półwyspu Synaj, Izrael otrzymał od Stanów Zjednoczonych gwarancje dostaw ropy naftowej oraz pomoc finansową. Jednak decyzja o opuszczeniu pól wydobywczych ropy naftowej na Synaju spotkała się z falą protestów społecznych, demonstracji i wystąpień opozycji, która sprzeciwiała się zawartemu porozumieniu.
W czerwcu 1976 Rabin wyraził zgodę na przeprowadzenie operacji „Entebbe”, uwolnienia żydowskich pasażerów porwanego samolotu Air France, który został uprowadzony do Ugandy. Akcja izraelskich komandosów spotkała się z podziwem i wysoką oceną na Zachodzie. Równocześnie rząd spotkał się z rosnącą akcją osiedleńczą żydowskich osadników w Samarii i Judei. Rabin w tym okresie popierał tworzenie nowych osiedli żydowskich.
W wyniku wojny Jom Kipur państwo bardzo mocno zwiększyło wydatki na obronność. Dodatkowo, w październiku 1973 arabskie państwa OPEC pod przewodnictwem Arabii Saudyjskiej potępiły amerykańską pomoc wojskową udzieloną Izraelowi i ogłosiły zmniejszenie wydobycia ropy naftowej o 5%, a kilka dni później ogłosiły całkowite embargo na dostawy ropy do Stanów Zjednoczonych i państw Europy Zachodniej. Dalsze działania krajów członkowskich OPEC w latach 1973–1974 doprowadziły do gwałtownego wzrostu ceny baryłki ropy. Doprowadziło to do kryzysu naftowego, który objął wszystkie uzależnione od ropy naftowej wysoko uprzemysłowione kraje, oraz wszystkie dziedziny gospodarki światowej. Jego bezpośrednią konsekwencją był kryzys światowego systemu walutowego oraz kryzys gospodarczy połączony z recesją oraz inflacją. Aby przeciwdziałać wzrostowi inflacji, rząd Rabina przeprowadził reformę podatku dochodowego. Nie przeprowadzono przy tym niepopularnych społecznie ograniczeń wydatków budżetowych, z czym wiązałyby się zwolnienia i cięcia w rządowych programach socjalnych. Pomimo to, udało się zmniejszyć stopę inflacji z 39,7% w 1974 do 20% w 1977. Poziom bezrobocia utrzymywał się na poziomie poniżej 4%. W pierwszym roku kadencji rządu Rabina, wprowadzono system preferencyjnych kredytów mieszkaniowych dla młodych małżeństw, umożliwiając budowę wielu nowych osiedli mieszkaniowych. Pomimo to, jego gabinet dopuścił się kilku poważnych skandali finansowych, które obciążyły premiera. Ciążyły na nim poważne zarzuty o niejasne machinacje finansowe prowadzone przez jego żonę w bankach amerykańskich i izraelskich. Chodziło o posiadanie przez nią zagranicznych kont bankowych, co było zabronione przez izraelskie prawo finansowe. Dodatkowym problemem było utrzymanie w rządzie partii religijnych. Nie udało się to – przelot czterech samolotów F-15 w czasie szabatu stał się powodem opuszczenia przez nie koalicji rządowej. W wyniku tego rząd podjął decyzję o dymisji i o ogłoszeniu przedterminowych wyborów.
W wewnętrznych wyborach przeprowadzonych w lutym 1977 w Partii Pracy, nowym liderem został Szimon Peres. Na przegranej Rabina zaciążyły oskarżenia o oszustwa finansowe jego żony. Rabin z całą świadomością wziął na siebie odpowiedzialność za poczynania żony. Takie zachowanie spotkało się z uznaniem wielu obserwatorów jako przyzwoite i odpowiedzialne. Po przegranej w wyborach wewnątrzpartyjnych, Rabin chciał natychmiast podać się do dymisji, nie było to jednak możliwe. Dlatego, 22 kwietnia udał się na urlop do czasu przeprowadzenia wyborów.

### Członek opozycji
Niespodziewanie w wyborach parlamentarnych w 1977 zwycięstwo odniosła prawicowa partia Likud, natomiast Koalicja Pracy przeszła do opozycji. W IX Knesecie (1977–1981) i X Knesecie (1981–1984) Icchak Rabin był zaangażowany w prace parlamentarnej komisji spraw zagranicznych i obrony.

### Minister obrony

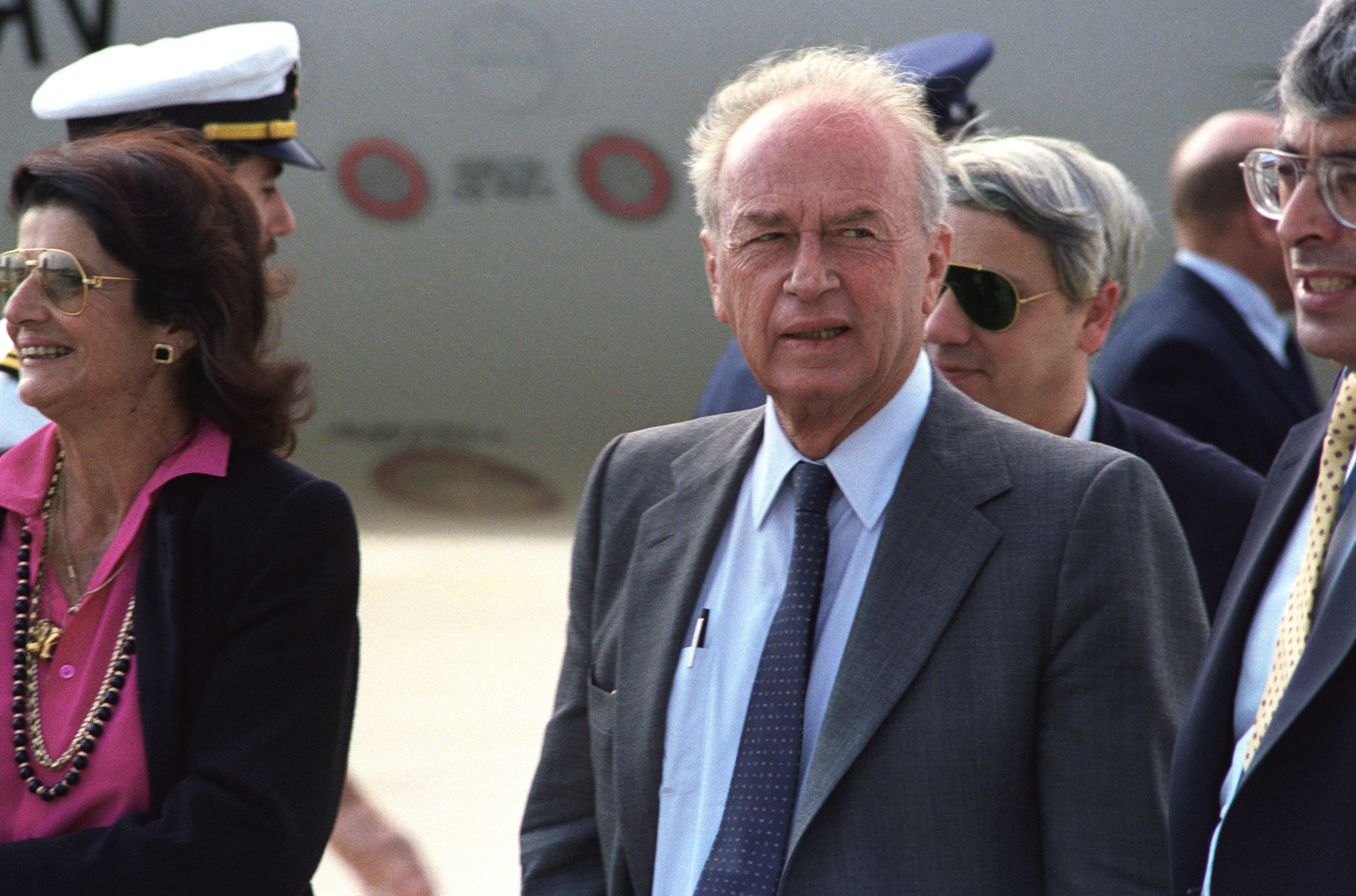
Icchak Rabin i Lea Rabin podczas wizyty w Stanach Zjednoczonych, 1986

W wyniku wyborów parlamentarnych w 1984 w Izraelu nastąpił polityczny pat. W XI Knesecie nastąpiła równowaga sił pomiędzy prawicowo-religijnym blokiem Likudu a lewicowo-arabskim blokiem Izraelskiej Partii Pracy. Jedynym sposobem wyjścia z martwego punktu było stworzenie rządu jedności narodowej przewodzonego przez premiera „rotacyjnego”, pochodzącego raz z jednego, raz z drugiego ugrupowania. Pierwszy rząd powołał we wrześniu 1984 Szimon Peres, a następnie w październiku 1986 Icchak Szamir powołał drugi rząd. W obu rządach Icchak Rabin pełnił funkcję ministra obrony.

Był to trudny, końcowy okres wojny libańskiej (1982–1985), i Rabin koordynował wycofywanie Sił Obronnych Izraela do „strefy bezpieczeństwa” tworzonej w południowym Libanie. Następnie ograniczano liczebność izraelskich oddziałów, a odpowiedzialność za strefę przekazywano w coraz większym zakresie w ręce Armii Południowego Libanu. Przez cały ten czas prowadzono walki z szyickim Hezbollahem i Amalem, ponosząc ciężkie straty. W grudniu 1987 Rabin stanął przed zupełnie nowym zagrożeniem, którym była pierwsza intifada. Początkowo całkowicie zignorował on palestyńskie wystąpienia i kontynuował swoją wizytę roboczą w Stanach Zjednoczonych. Izraelscy żołnierze tłumili zamieszki pałkami policyjnymi. W styczniu 1988 Rabin zdecydował o wprowadzeniu godziny policyjnej na Zachodnim Brzegu i w Strefie Gazy. Do tłumienia zamieszek skierowano wówczas duże siły wojskowe, przeprowadzając masowe aresztowania demonstrantów, surowo egzekwując przepisy wobec Palestyńczyków. Icchak Rabin zachęcał żołnierzy i policjantów do łamania kości Palestyńczyków. Mówił on: 
„pierwszym priorytetem sił bezpieczeństwa ma być stanięcie na przeszkodzie agresywnym demonstracjom z siłą, mocą i ciosami ... Damy jasno do zrozumienia gdzie przebiegają terytoria.”
Dalszy przebieg Intifady spowodował, iż Icchak Rabin doszedł do wniosku, że jedynym sposobem na rozwiązanie konfliktu izraelsko-palestyńskiego są negocjacje.
W następstwie wyborów parlamentarnych 1992 powstał rząd jedności narodowej kierowany przez Icchaka Szamira. Rabin ponownie został ministrem obrony i pełnił tę funkcję do 15 marca 1990, kiedy to Szimon Peres doprowadził do przegłosowania w parlamencie wotum nieufności wobec premiera Szamira. W następnym czasie Rabin pracował jako członek parlamentarnej komisji spraw zagranicznych i obrony. W lutym 1992 wygrał wewnątrzpartyjne wybory, stając na czele Partii Pracy.

### Druga kadencja premiera

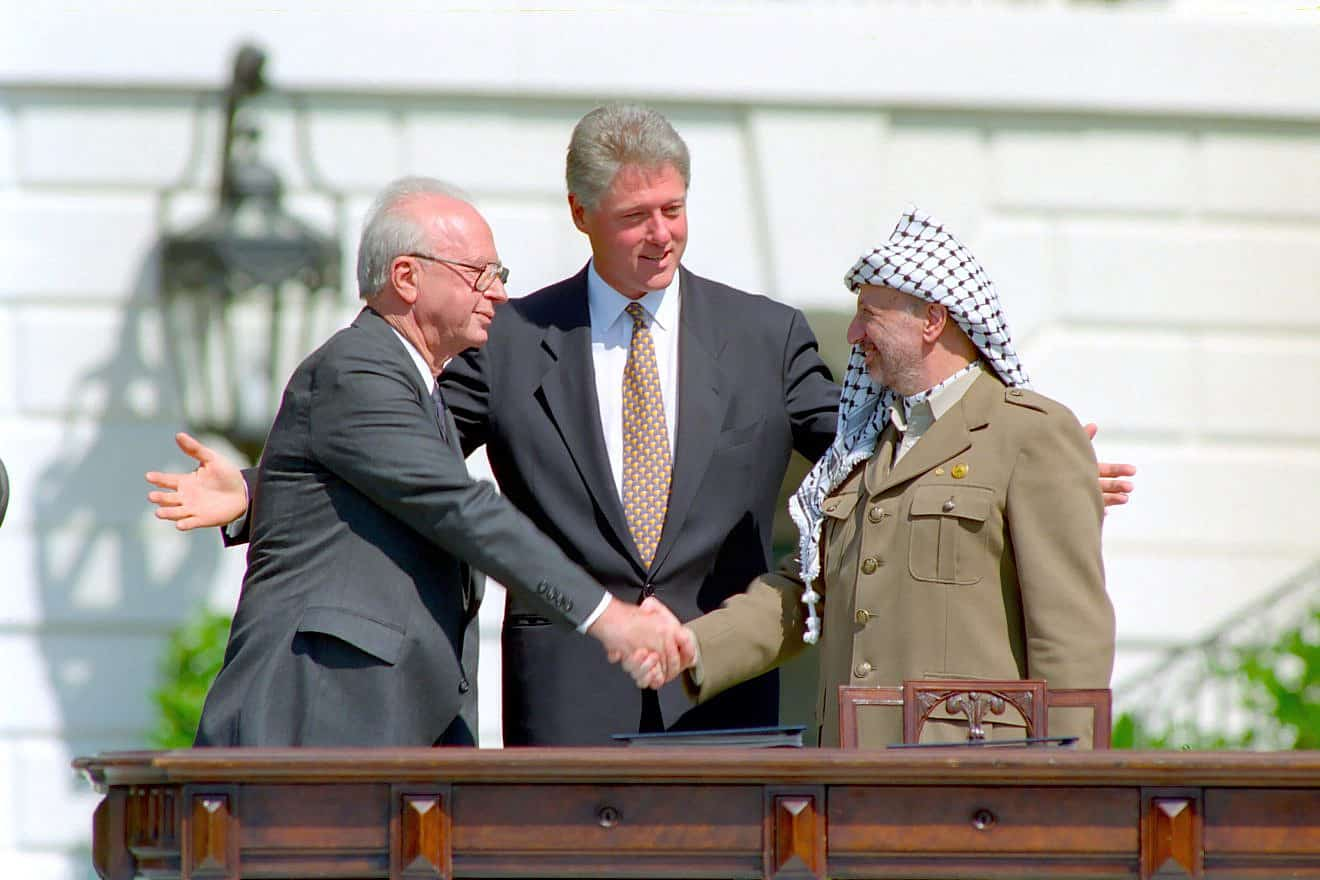
Icchak Rabin, Bill Clinton i Jasir Arafat po podpisaniu porozumienia z Oslo, 13 września 1993

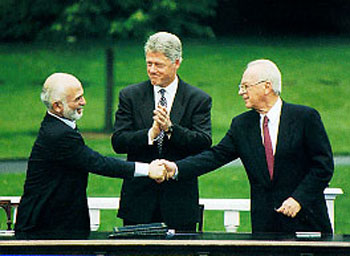
Husajn I, Bill Clinton i Icchak Rabin po podpisaniu deklaracji waszyngtońskiej, 25 lipca 1994

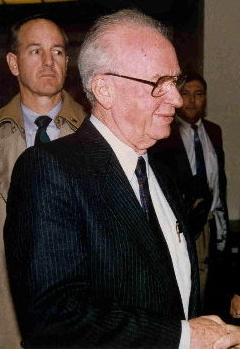
Icchak Rabin, 1995

W wyniku wyborów parlamentarnych w 1992 lewicowa Partia Pracy uzyskała zwycięstwo, i 13 lipca 1992 Icchak Rabin został 11. premierem Izraela. Jednocześnie pełnił obowiązki ministra obrony. Przejściowo był także ministrem pracy i opieki społecznej (do 31 grudnia 1992), ministrem ds. Jerozolimy (do 31 grudnia 1992), ministrem ds. religii (do 27 lutego 1995), ministrem edukacji i kultury (od 11 maja 1993 do 7 czerwca 1993), ministrem spraw wewnętrznych (od 14 września 1993 do 27 lutego 1995) i ministrem zdrowia (od 8 lutego 1994 do 1 czerwca 1994).
Od samego początku swojej kadencji, Rabin zaangażował się w negocjacje pokojowe z Syrią i Palestyńczykami. Rabin największe nadzieje wiązał z rozpoczęciem procesu pokojowego z Syrią. Do prowadzenia negocjacji wyznaczył eksperta ds. Syrii, ambasadora Izraela w Stanach Zjednoczonych, prof. Itamara Rabinowicza. Negocjacje były prowadzone w Londynie i Oslo. Kiedy społeczeństwo izraelskie dowiedziało się, że podpisanie traktatu pokojowego z Syrią wiąże się z całkowitym wycofaniem ze Wzgórz Golan, wywołało to masowe protesty. Szczególnie niezadowoleni byli żydowscy mieszkańcy Wzgórz Golan, którzy traktowali to jako złamanie przedwyborczych obietnic Rabina. W konsekwencji Rabin wyraził zgodę, aby podpisanie porozumienia z Syrią było uzależnione od wyniku referendum. Równolegle były prowadzone negocjacje z Palestyńczykami. Jednak po upływie kilku miesięcy nie udało się osiągnąć żadnego porozumienia, a przestępcza działalność organizacji terrorystycznych była kontynuowana. Z tego powodu, Rabin podjął w grudniu 1992 decyzję o deportowaniu do Libanu grupy 415 działaczy Hamasu i Islamskiego Dżihadu. Bezpośrednią przyczyną podjęcia tej decyzji było zabójstwo dwóch izraelskich żołnierzy. W lipcu 1993 doszło do eskalacji napięcia na granicy izraelsko-libańskiej. Szyicka organizacja Hezbollah przeprowadziła atak zabijając sześciu izraelskich żołnierzy, a następnie wielokrotnie ostrzelała rakietami przygraniczne wioski na terytorium Izraela. W odpowiedzi Siły Obronne Izraela przeprowadziły w dniach 25–31 lipca 1993 operację wojskową w południowym Libanie. Bombardowania lotnicza i ostrzał artyleryjski wyrządził liczne szkody w libańskich wsiach.
W międzyczasie, od stycznia 1993 prowadzone były tajne negocjacje izraelsko-palestyńskie w Oslo. W ich rezultacie, w dniu 13 września 1993 nastąpiło podpisanie porozumienia z Oslo. Stworzyło ono fundamenty procesu pokojowego na Bliskim Wschodzie i podstawę prawną do powstania Autonomii Palestyńskiej w Strefie Gazy i mieście Jerycho. W zamian Organizacja Wyzwolenia Palestyny wyrzekła się przemocy i uznała prawo Izraela do istnienia w pokoju i bezpieczeństwie. Deklarację Pokojowych Intencji podpisano w Waszyngtonie. Podpisy złożyli premier Icchak Rabin oraz przewodniczący OWP Jasir Arafat. Następnie, 28 września 1995 podpisano porozumienie z Oslo II, które rozszerzyło Autonomię Palestyńską na większą część Zachodniego Brzegu Jordanu. Utworzono wówczas trzy strefy: (A) duże miasta Samarii i Judei z sąsiednimi wsiami, które znajdowały się pod kontrolą władz palestyńskich (3% terytorium); (B) pozostałe arabskie miasteczka, w których władzę cywilną sprawowali Palestyńczycy, jednak sprawy bezpieczeństwa kontrolował nadal Izrael (23% terytorium); oraz (C) pozostały obszar z osiedlami żydowskimi pozostawał pod pełną kontrolą Izraela (74% terytorium). Icchak Rabin podkreślał, że celem porozumienia jest utworzenie państwa palestyńskiego w granicach zbliżonych do linii sprzed 4 czerwca 1967. Podkreślał przy tym, że zostanie utrzymana jedność miasta Jerozolimy, przy Izraelu pozostaną bloki osiedli żydowskich, a w Dolinie Jordanu będzie utrzymana bezpieczna granica izraelsko-jordańska.
Podpisanie porozumienia z Palestyńczykami wywołało bardzo silne kontrowersje w społeczeństwie izraelskim, zwłaszcza że palestyńskie organizacje terrorystyczne nadal kontynuowały swoją działalność przeciwko Izraelowi, a Organizacja Wyzwolenia Palestyny nie wywiązywała się ze swoich zobowiązań. Wywołało to bezprecedensową falę protestów ze strony środowisk prawicowych. Względem Icchaka Rabina wysuwano liczne zarzuty, oskarżając go m.in. o alkoholizm, działalność przeciwko państwu itp. Niektórzy postrzegali go jako bohatera walczącego o zapewnienie pokoju. Inni widzieli w nim zdrajcę, oddającego Arabom ziemie prawnie przynależną tylko Żydom. Na wiecach i demonstracjach (w których brali udział m.in. Binjamin Netanjahu, Ariel Szaron i Ehud Olmert) pojawiały się podobizny Rabina odzianego w arafatkę lub w mundur SS. Podczas jednego z takich pochodów wznoszono nawet modły do Anioła Śmierci, aby zgładził Rabina. Otwarcie wzywano do jego zamordowania, m.in. obnosząc trumnę z napisem Icchak Rabin – morderca syjonizmu. Dodatkową kontrowersyjną kwestią było to, iż rząd utrzymywał swoją większość w Knesecie przy pomocy poparcia partii politycznych izraelskich Arabów. W polityce wewnętrznej, Rabin położył silny nacisk na rozwój infrastruktury komunikacyjnej państwa. Rozbudowa dróg i linii kolejowych przyczyniła się do pobudzenia rozwoju gospodarczego Izraela w następnych latach. Rabin realizował także bezprecedensowe w historii Izraela projekty na rozwój społeczności arabskich i druzyjskich. Ponadto zwiększono budżet edukacji i zreformowano system ubezpieczeń państwowych.
Pomimo tych wszystkich trudności, Rabin nie ulegał wpływom protestów i kontynuował proces pokojowy. W dniu 14 września 1993 rozpoczęły się negocjacje izraelsko-jordańskie, a w lutym 1994 negocjacje izraelsko-libańskie. Zaproponowano likwidację „strefy bezpieczeństwa” w południowym Libanie i podpisanie w ciągu trzech miesięcy traktatu pokojowego. W dniu 26 października 1994 nastąpiło podpisanie traktatu pokojowego izraelsko-jordańskiego. 10 grudnia 1994 Icchak Rabin został laureatem pokojowej Nagrody Nobla, wspólnie z Jasirem Arafatem i Szimonem Peresem.

## Zabójstwo i jego następstwa

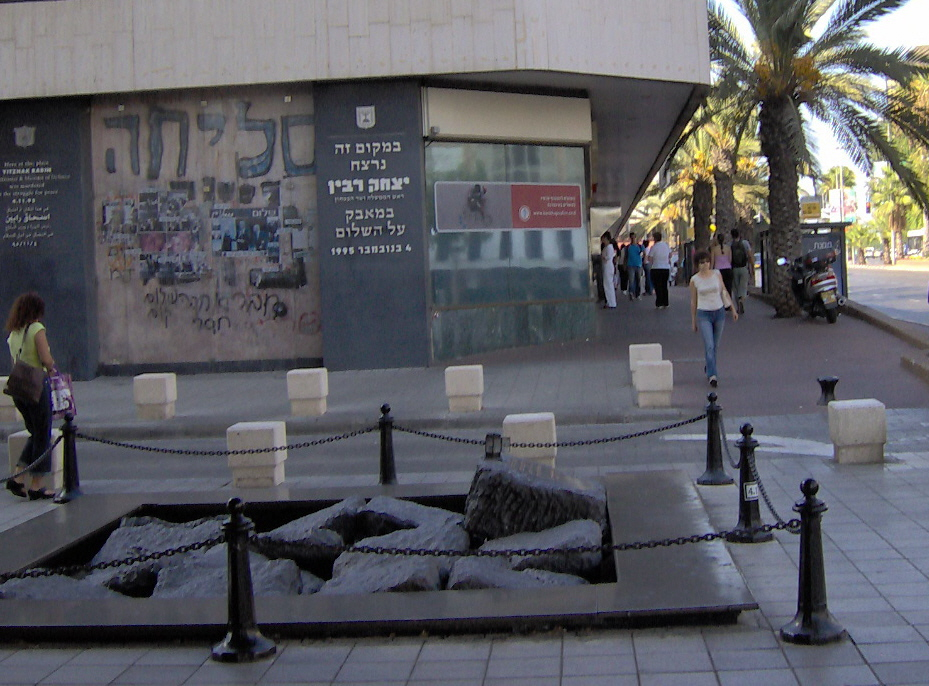
Monument w Tel Awiwie upamiętniający miejsce zabójstwa Icchaka Rabina

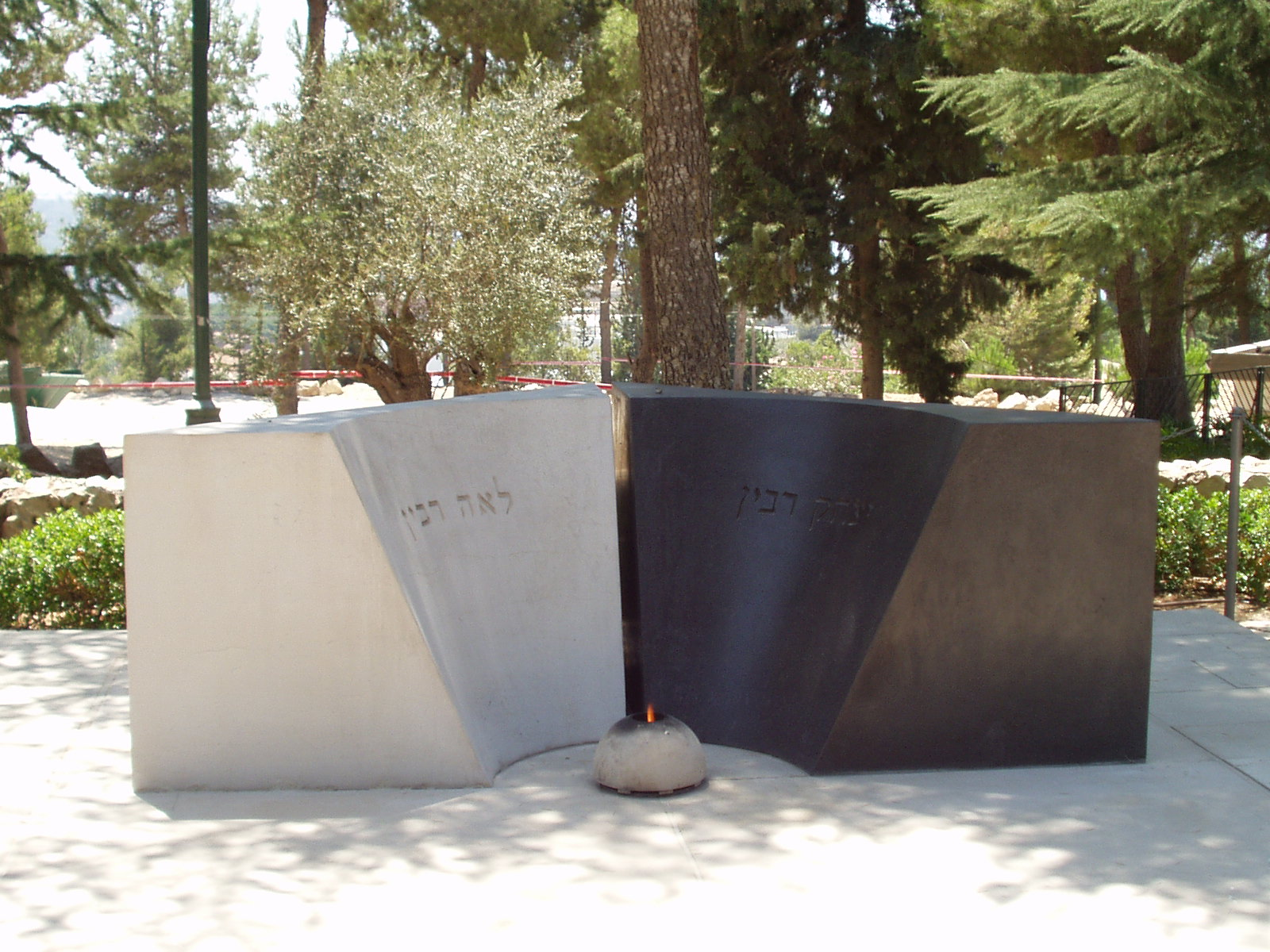
Grób Icchaka Rabina (czarny kamień) i jego żony Lei (biały kamień) na Wzgórzu Herzla w Jerozolimie

4 listopada 1995, po zakończeniu pokojowego wiecu na Placu Królów Izraela w Tel Awiwie, o godz. 21:45 Icchak Rabin został postrzelony przez żydowskiego nacjonalistę Jigala Amira, który oddał trzy strzały do premiera. Rabin został natychmiast przewieziony do Centrum Medycznego Tel Awiwu, gdzie dwie godziny później zmarł na stole operacyjnym, na skutek znacznej utraty krwi i uszkodzenia płuca. Zamachowiec był prawicowym religijnym fanatykiem, który wierzył, że podpisane porozumienia pokojowe stanowią zagrożenie dla Izraela. Wyraził on nadzieję, że zabójstwo Rabina uniemożliwi realizację zawartych umów.
Zabójstwo Icchaka Rabina było szokiem dla większości izraelskiej opinii publicznej. Ludzie urządzali wiece i demonstracje upamiętniające zamordowanego, które odbywały się w miejscu zamachu, niedaleko domu Rabina, przed Knesetem i domem Amira. Na pogrzebie pojawiło się wielu światowych przywódców, m.in. prezydent USA Bill Clinton, prezydent Egiptu Husni Mubarak i król Jordanii Husajn I. Data śmierci Rabina została uznana za narodowy dzień pamięci, jego imieniem nazwano wiele ulic i instytucji w Izraelu. Przez większość Izraelczyków postrzegany jest jako wielki człowiek pokoju, pomimo jego wojskowej kariery. Stał się symbolem narodowym, zwłaszcza dla izraelskiej lewicy.

## Publikacje
- Icchak Rabin: Pinkas Sherut. 1979. Brak numerów stron w książce
- Icchak Rabin: The War in Lebanon. 1983. Brak numerów stron w książce
- Icchak Rabin: Meetings with World Leaders. 1984. Brak numerów stron w książce
- Icchak Rabin: The Rabin Memoirs. Berkeley: University of California Press, 1996. ISBN 0-520-20766-1. [dostęp 2012-02-08]. (ang.). Brak numerów stron w książce

## Upamiętnienie
W filmie Atak na Entebbe w reżyserii Irvina Kershnera w rolę Rabina wcielił się Peter Finch.